# Nectandra sordida
Nectandra sordida es una especie de fanerógama en la familia de Lauraceae. 
Es endémica de Bolivia y de Perú. 
Está amenazada por pérdida de hábitat. 

## Fuente
- World Conservation Monitoring Centre 1998. Nectandra sordida. 2006 IUCN Lista Roja de Especies Amenazadas; 22 de agosto de 2007

- Datos: Q1330392